# Wilhelm Canaris
Wilhelm Franz Canaris (Aplerbeck, Westfalia; 1 de enero de 1887-Campo de concentración de Flossenbürg, 9 de abril de 1945) fue un oficial de la Marina Imperial alemana y un almirante de la Kriegsmarine que participó en la Primera y la Segunda Guerra Mundial.
Wilhelm Canaris llegó a ser almirante y desde 1935 y durante el nacionalsocialismo, jefe de inteligencia del ejército alemán. Tomó parte en varias conspiraciones contra Hitler,[cita requerida] también en la preparación del atentado del 20 de julio de 1944, aunque no fue uno de sus personajes centrales y se opuso a asesinar a Hitler. Sin embargo, se encontraron documentos con planes de la oposición a Hitler, en los cuales apareció su nombre. Por eso fue detenido por los nazis el 23 de julio de 1944, llevado al campo de concentración de Flossenbürg y ahorcado allí el 9 de abril de 1945.

## Biografía
Su vida, rica en anécdotas y experiencias singulares, corre profundamente entrelazada con los escenarios bélicos de las dos guerras que protagonizó Alemania. Canaris nació en Aplerbeck (Westfalia) el 1 de enero de 1887. El apellido que utilizaba parece tener raíces griegas, pero, aunque Canaris gustaba convenientemente de mencionar entre sus ascendientes al almirante griego Konstantinos Kanaris —también marino y héroe de la Guerra de independencia de Grecia—, se supone que su familia procedía de Italia, a través de los Canarisi, que se mudaron a Alemania en el siglo XVII. Su abuelo se convirtió del catolicismo al luteranismo. En 1905, a la edad de dieciocho años, Canaris se enroló en la Marina Imperial alemana, y en la Primera Guerra Mundial estaba a bordo del SMS Dresden como oficial de inteligencia.
Poseía una figura relativamente baja, que no se asemejaba al ideal ario; a causa de su baja estatura se lo denominó «el pequeño Almirante», y él mismo solía compararse con Winston Churchill refiriéndose a sí mismo como «el pequeño WC».
Hijo del industrial Carl Canaris y Auguste Canaris, de soltera Popp, en 1919 se casó con Erika Waag, con la que tuvo dos hijos.

## Trayectoria militar

### En la Marina Imperial
Pese a que su familia era de tradición industrial, dentro de su educación Canaris tomó clases de español e inglés y a los dieciocho años y con la oposición de su padre ingresó en la Marina Imperial alemana. Sirvió como teniente a bordo del crucero gemelo del SMS Emden, el SMS Dresden, desde su misma botadura. Gestionó el traslado de alemanes avecindados en el puerto mexicano de Veracruz, en plena guerra civil.
Canaris no era considerado como un tipo temerario, sino como una persona con carácter diplomático; sirvió de intérprete en varias ocasiones ante las autoridades mexicanas, ya que era el único tripulante que dominaba el español a la perfección.

#### Isla de Pascua
El inicio de la Primera Guerra Mundial lo sorprende en pleno Pacífico. El Dresden se dirige a Tsingtao (hoy en día escrito Qingdao) y espera órdenes del almirantazgo. Se reúne con la flota del almirante Maximilian von Spee en la Isla de Pascua.
A bordo del Dresden sirve como teniente, oficial de informaciones y ayudante del comandante Fritz Lüdecke. Sus compañeros le apodan Kieka o 'mirón' por su don de observación y profundización de las cosas.

#### Batalla de Coronel
Después de la batalla de Coronel en las costas chilenas el 1 de noviembre de 1914, donde la escuadra de von Spee vence a una escuadra inglesa, la flota se dirige al puerto de Valparaíso. Allí Canaris sirve de intérprete a von Spee ante las autoridades chilenas. Luego la flota alemana se dirige a las islas Malvinas, donde es derrotada el 8 de diciembre de 1914 en la batalla de las islas Malvinas.
El Dresden es el único buque superviviente, el cual se refugia durante meses en los canales australes de la Patagonia chilena, eludiendo a sus perseguidores ingleses, especialmente en el fiordo Quintupeu, donde la tripulación vive de los recursos naturales. Más tarde, cuando pretendía ser abastecido en la isla Más a Tierra (hoy Robinson Crusoe) del archipiélago Juan Fernández en el mar territorial de Chile, es sorprendido por fuerzas inglesas y hundido por la tripulación mientras estaba bajo fuego enemigo, fondeado en la Bahía Cumberland de esa isla.

#### Internamiento en Chile
La tripulación sobreviviente del Dresden, Canaris entre ellos, es internada en Chile, en la isla Quiriquina —frente al puerto de Talcahuano— y, pese a que formalmente eran prisioneros, el relajamiento de las medidas de seguridad impuestas por la Armada chilena permitió a varios de los oficiales alemanes viajar a Concepción en más de una oportunidad.

#### El «chileno» Reed Rosas
El 6 de agosto de 1915, provisto de un pasaporte chileno auténtico que fue conseguido por agentes de la embajada alemana en Buenos Aires, a nombre de Reed Rosas, un modesto vendedor anglochileno, Canaris emprendió un viaje de quinientos kilómetros en tren hacia Osorno, llegando a esta ciudad el 6 de agosto. La elección de su destino no fue casual, ya que esta zona geográfica del sur de Chile es asentamiento de una importante colonia alemana avecindada allí desde mediados del siglo XIX y además de ello, se encuentra cercana a la frontera con Argentina. Durante su estancia en la ciudad se alojó en la mansión de la familia von Geyso. El desplazamiento lo hizo valiéndose de su excelente dominio del español.
Finalmente, Canaris se fuga de Chile desde Osorno junto con otros compañeros de armas. Von Geyso lo envía al fundo de la familia alemana Eggers, en la localidad fronteriza de Puyehue, a fin de preparar el cruce de la cordillera de los Andes, el cual realizó a caballo y sin compañía.
Al otro lado, en una de las puntas del lago Nahuel Huapi, era esperado por otro integrante de la familia Eggers, que lo cruzó en bote hasta San Carlos de Bariloche, ubicándolo por algunos días en la estancia de Luis von Bulow. Allí fue recibido por el cónsul alemán y fundador de la ciudad, el chileno Carlos Wiederhold Piwonka, quien le proporcionó ayuda.
Canaris finalmente consigue embarcarse hacia Alemania en un carguero neerlandés que lo llevó a Róterdam, desde donde retornó a Alemania, donde fue bien recibido y rápidamente ascendido a capitán.
Posteriormente fue transferido a las nacientes oficinas de Inteligencia de la Marina por los servicios de inteligencia exterior alemana, y dado su conocimiento del español se le envió a trabajar a la embajada alemana en Madrid, donde estuvo un año ejerciendo labores de contraespionaje y logística, para lo cual utilizaba como cobertura su falsa de identidad del «chileno Reed Rosas», asegurando —cuando se lo preguntaban— provenir de una pequeña ciudad en el sur de Chile llamada Osorno.
Más tarde fue asignado como comandante de un submarino en el mar Mediterráneo, acreditándosele dieciocho hundimientos, por lo cual fue condecorado con la Cruz de Hierro de Primera Clase.

### 1918
Terminada la guerra, permaneció dentro del ámbito militar. Durante el período revolucionario de 1918, cuando prestó ayuda como organizador de los Freikorps, cuerpos antidemocráticos de voluntarios creados para combatir a los comunistas en su empeño revolucionario, Canaris habría planeado el asesinato de dos de los principales líderes comunistas alemanes. En sus memorias, Baldur von Schirach, mientras permaneció recluso en la prisión de Spandau tras los juicios de Núremberg, recuerda que el Gran Almirante de la Marina Alemana (Kriegsmarine) durante la Segunda Guerra Mundial, Erich Raeder, le confesó que Canaris fue el responsable del asesinato de los dirigentes espartakistas Rosa Luxemburgo y Karl Liebknecht. "Canaris preparó aquel asesinato y se las arregló para ser nombrado juez en el proceso. De esta manera le fue posible influenciar la investigación y conseguir que el autor, que había obrado de acuerdo con sus órdenes, saliera bien librado. Doy mi palabra sobre todo ello".

### En laReichsmarinede la República de Weimar
Durante la llamada República de Weimar Canaris asume en 1922 el mando del acorazado Schlesien y después del crucero Berlín, en 1923. Cumpliendo estas labores recibe bajo su mando, entre los aspirantes, a quien sería su futuro antagonista, Reinhard Heydrich, quien para esa época era un tímido oficial, destacado en deportes y con una buena instrucción.
Existen pruebas para sostener que Canaris patrocinó el ingreso de Heydrich, ya que el hogar de este último tenía como vecinos a los Canaris. Además este último, por no pertenecer a la alta sociedad alemana, habría quedado excluido. En 1930, Heydrich es expulsado a causa de un asunto personal ligado a problemas de faldas.

#### Jefe de Estado Mayor del Mando del Mar del Norte
En 1930 es nombrado jefe de Estado Mayor del Mando del mar del Norte. En 1932 se le da el mando del navío de línea Schlesien.
En 1933 recibe con beneplácito el advenimiento del nacionalsocialismo debido a su acentuado anticomunismo y su esperanza en la revisión del Tratado de Versalles. En 1934, vuelve al servicio activo y es nombrado comandante de la fortaleza de Swinemünde, en el mar Báltico.

### LaAbwehr
Una vez llegado Adolf Hitler al poder, y ya ostentando el grado de capitán de navío y dado su prestigio, experiencia en labores de espionaje, niveles de contacto y sobresalientes aptitudes, se le asigna la jefatura de la Abwehr. Esta oficina era una organización de inteligencia y contraespionaje, trabajo que asume en enero de 1935, en reemplazo de su homólogo, el capitán Conrad Patzig.

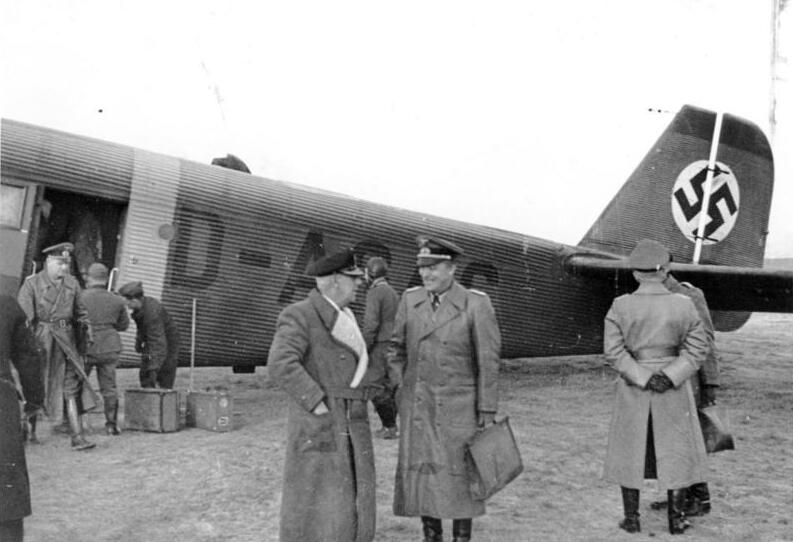
Canaris en una pista de Smolensk, U.R.S.S en 1942.

La oficina de Canaris quedaba en Berlín en la calle Tirpitzufer 74-76 (hoy Reichpietschufer), y los SS la llamaban despectivamente la guarida de los «Papa Noel».
Al momento de recibir sus nuevos despachos, es advertido por su antecesor de los planes siniestros de Heinrich Himmler y Reinhard Heydrich junto a Walter Schellenberg, quienes para entonces trabajaban en la Oficina Central de Seguridad del Reich o RSHA, de hacer tentativas de anexar la oficina y todos los órganos de inteligencia a las SS.
Intentó infructuosamente llegar a un acuerdo con las SS, pero las intrigas contra la oficina misma, llevadas a cabo por Heydrich, Schellenberg y apoyadas por Himmler, no cesaron durante la gestión de Canaris, a pesar de tener aparentemente buenas relaciones con ellos.
Canaris no profesaba ideas antisemitas, pero se manejó muy inteligentemente para mantenerse en el puesto, haciéndose de información confidencial de sus antagonistas, usando la misma técnica que las SS. Esto mantuvo a raya a Heydrich y sus seguidores por un tiempo.
A medida que transcurrían los acontecimientos, Canaris previó el futuro de Alemania con gran acierto, y cuando se abrió el frente del Este, sus percepciones de tener a Alemania entre dos frentes y las atrocidades de las huestes de Himmler no solo en Polonia, sino en la Unión Soviética, lo desencantaron definitivamente del nacionalsocialismo.

## Su personalidad

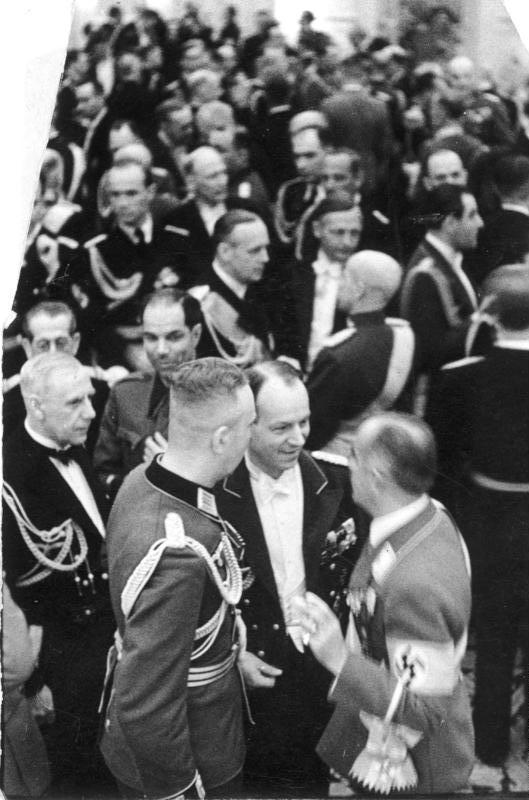
Canaris en segundo plano (con cordones y traje negro) junto a Stasys Raštikis y Hans von Tschammer und Osten (1939)

Era la antítesis de quien se suponía debía manejar los hilos del espionaje militar. Resulta sorprendente que la Alemania nazi lo tuviera en uno de los más altos cargos, ya que no era nacionalsocialista. Aunque algunas fuentes lo describen como un nazi convencido, sus acciones demuestran una ambigüedad y, más tarde, un claro alejamiento de los ideales del nazismo. Dicho cambio ocurrió durante la invasión de Polonia, después de ver las atrocidades cometidas por los Einsatzgruppen (grupos de operaciones) de Heydrich y la escalada de  atrocidades cometidas fundamentalmente por tropas de las SS en territorio ruso.
Era muy diplomático, buen conversador, con don de gentes y hábil en el trato. Gustaba además de la austeridad severa y tenía una oficina tan sencilla que no era acorde al cargo. Vestía rara vez uniforme y sólo lo hacía si el protocolo así se lo exigía. Odiaba además que los militares se presentaran ante él con sus medallas, por lo que estos las ponían a buen recaudo antes de entrevistarse con él.
Las maquinaciones de los nazis le causaban repugnancia, y cuando se veía involucrado en una de ellas, sólo la orden directa de Hitler lo hacía intervenir. Hitler mantenía distancias con Canaris, y Walter Schellenberg le consideraba un místico. Himmler le tenía distancia y muy rara vez mantuvieron una comunicación.
Amaba a los perros y tenía siempre un par de ellos que le acompañaban a todas partes. Los chóferes de la Abwehr tenían instrucciones precisas de evitar atropellar a uno de ellos. Antes de presentar cualquier informe, sus colaboradores debían soportar una charla previa sobre la fidelidad canina.
Realizó acciones en contra de algunos propósitos del régimen de Hitler, y en el Tercer Reich se le consideraba como uno de los traidores más importantes. Canaris ante todo se consideraba tan patriota como el Conde Claus von Stauffenberg.

## Su gestión en el espionaje alemán
Tuvo acceso a información privilegiada y la manejó del modo más conveniente posible, de acuerdo con sus convicciones. Hábilmente manejó y gestionó información —muchas veces distorsionada— para los planes de Hitler, de modo tal que este se desalentara de llevar a cabo ciertas acciones bélicas. Su gestión interna estaba constantemente vigilada por la Gestapo.
No obstante, sus grupos de infiltración, llamados los brandeburgos, realizaron acciones conjuntas con las Einsatzgruppen, apoyando  la desestabilización y posterior represión en Polonia.

### El incidente Skoblin
En 1937, Canaris obtuvo información proveniente de un general ruso disidente, llamado Nikolái Skoblin, en la que se aseguraba que existía una intriga combinada de oficiales rusos y alemanes decididos a derrocar a Stalin. Heydrich supo de esta información, ya que tenía agentes infiltrados en la Abwehr, y valiéndose de una operación encubierta de inteligencia, robó esta documentación de las oficinas de la Abwehr, incendiándola después para no dejar rastros. Desde entonces Canaris y Heydrich, junto con Himmler, serían enemigos irreconciliables.
La documentación fue manejada por Hitler con la ayuda de Heydrich, lo que ocasionó la purga en el Ejército Rojo, con la eliminación de más de 3000 oficiales, entre ellos Mijaíl Tujachevsky, máximo teórico de la guerra mecanizada en la Unión Soviética.
En 1938, y a raíz de este episodio, la oficina fue reorganizada con personal de su confianza. Con la anuencia de Hitler pasó a llamarse Amt Ausland/Abwehr im Oberkommando der Wehrmacht (Oficina de Asuntos Exteriores/Defensa del Estado Mayor de las Fuerzas Armadas) con su cuartel general en Berlín. Esta nueva organización tuvo mayor poder en relación con asuntos exteriores, tales como contraespionaje, tareas de sabotaje y temas de información técnica y económica rescatada de los territorios enemigos.

### La función oculta de laAbwehren la guerra

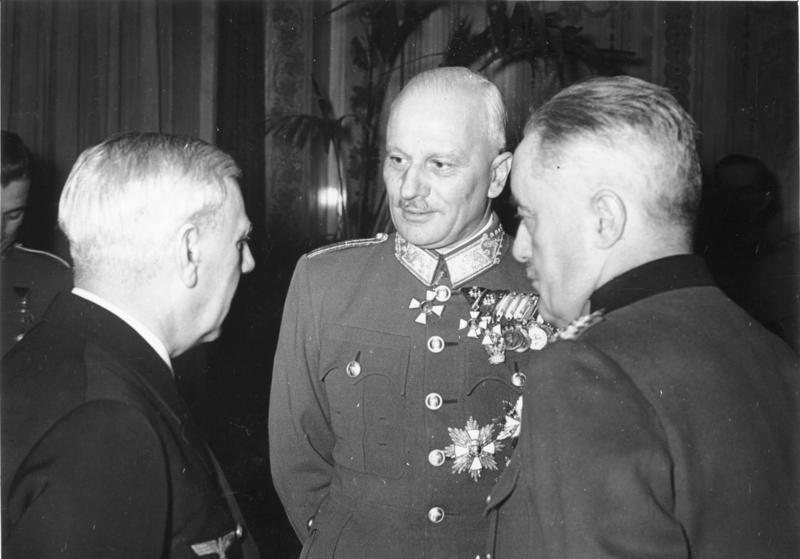
Canaris alternando con generales alemanes.

Al comienzo de la Segunda Guerra Mundial consiguió información de los códigos ingleses, sobre todo en la Operación Nordpol. Sin embargo, con el trascurso del tiempo el antagonismo entre la Abwehr y las SS fue tomando un cariz peligroso para Canaris. El no ser un nacionalsocialista, tener entre sus colaboradores a judíos y el ayudar a escapar ocultamente a muchos de Alemania justo antes del inicio del conflicto, eran hechos conocidos por las SS. Además Canaris había suministrado información acerca de las decisiones de Hitler a  Franz Halder que formó parte de la Conspiración de Zossen contra Hitler en 1938.
Canaris fue testigo de las acciones de los Einsatzgruppen de las SS con apoyo del ejército alemán en territorio polaco, y quedó conmocionado por la extrema crueldad contra los judíos. Intervino ante el general Keitel informándole de lo visto. Keitel respondió que el mismo Adolf Hitler lo había ordenado en persona. A partir de ese momento empezó a efectuar acciones subversivas de socavamiento del régimen.
Ideó la Operación Pastorius, que consistió en desembarcar en la costa este, en Florida y en Maine, de los Estados Unidos, desde submarinos, a dos grupos de agentes alemanes dedicados al sabotaje de la industria de la guerra en suelo estadounidense a principios de 1942. Sin embargo, dichos grupos fueron descubiertos y desarticulados apenas pusieron pie en suelo estadounidense, siendo ejecutados. Este y otros incidentes crearon cierta desconfianza entre los estadounidenses, y muchos extranjeros fueron considerados sospechosos de espionaje. [cita requerida]
Canaris fue enviado personalmente a España por Hitler para intentar convencer a Francisco Franco de la conveniencia de entrar en guerra. Franco, después de sopesar la propuesta de Canaris, finalmente desechó unirse a Hitler cuando este lo visitó en la entrevista de Hendaya. Franco encubrió el verdadero papel de Canaris durante esa gestión y se mostró más tarde muy agradecido con él, llegando a enviarle un retrato autografiado personalmente, y concedió a su viuda una pensión económica hasta el día de su muerte. Durante sus viajes a España por la meseta castellana, se quedaron atrapados entre un rebaño de ovejas que cruzaba la carretera y dijo a sus acompañantes, "alcen el brazo nunca sabemos donde podemos encontrar un superior".[cita requerida]
El almirante trataba en lo posible de desanimar a Hitler cuando solicitaba informes respecto de futuras operaciones, abrumándolo con información desalentadora respecto del enemigo y exagerando la situación en particular.
En una reunión de revisión de escenarios, Canaris dejó traslucir en un comentario que la victoria de Alemania era un hecho ficticio. Hitler se violentó con Canaris y tomándolo de las solapas y fuera de sí, le gritó preguntándole si acaso el propio Jefe de Inteligencia de la Wehrmacht insinuaba que perdería la guerra. Canaris no contestó y se retiró ofendido de dicha reunión, y no tardó en ponerse en contacto con el sorprendido general Friedrich Olbricht para unirse al complot que se tramaba entre la alta oficialidad prusiana liderada por el Conde Claus von Stauffenberg. A fines de 1942 Canaris alcanzó el grado de vicealmirante.
El 27 de mayo de 1942, el gobernador del Protectorado de Bohemia y Moravia, Reinhard Heydrich, sufría un atentado organizado por la resistencia checa en Praga, por el que moriría ocho días después. Esto alivió en parte su situación, ya que «sólo» quedaban como oponentes serios Himmler, Bormann y Kaltenbrunner, el sucesor de Heydrich.

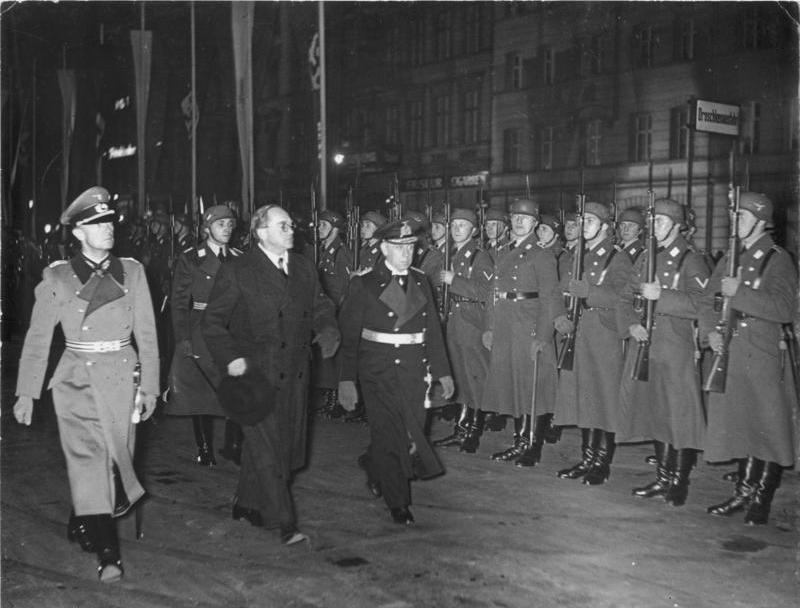
El almirante Canaris pasa revista en una parada en 1938.

### Fin de laAbwehr: el caso Solf (1944)
En septiembre de 1943, un hecho infausto ocasionó el desplome de la Abwehr y acercó a Canaris a su fin. Hanna Solf, viuda de Wilhelm Solf, ministro de las Colonias bajo el emperador Guillermo II y exembajador de Alemania en el Japón, fue implicada en el movimiento intelectual antinazi de Berlín (Solf Kreis). En una merienda cuya anfitriona era Hanna Solf, fue incluido en el círculo íntimo un nuevo miembro, un médico de nombre Paul Reckzeh, quien resultó ser un agente de la Gestapo.
Los integrantes del círculo de Solf, huyeron, pero todos fueron capturados el 12 de enero de 1944 y ejecutados, salvo Hanna Solf y su hija. Entre los muertos estaba Otto Kiep, quien tenía conexiones con la Abwehr. El matrimonio Erich Vermehren y Elisabeth Vermehren, ambos agentes de la Abwehr asignados a Estambul, fue convocado urgentemente a la oficina de la Gestapo en Berlín, pero temiendo por su vida, desertaron entregándose a los británicos.
Los nazis creyeron erróneamente que los códigos de inteligencia de la Abwehr habían sido entregados a los Aliados. Himmler informó a la mayor brevedad a Hitler, quien ya había perdido la confianza en Canaris. El 18 de febrero se decretó el fin de las actividades de la Abwehr y se relegó a Canaris a un puesto de segundo orden en el Ministerio de Propaganda. Esto privó a los conspiradores prusianos de una inteligencia propia, pero aceleró los planes de acabar con Hitler.

## La Operación Valquiria, el atentado contra Hitler y ejecución de Canaris

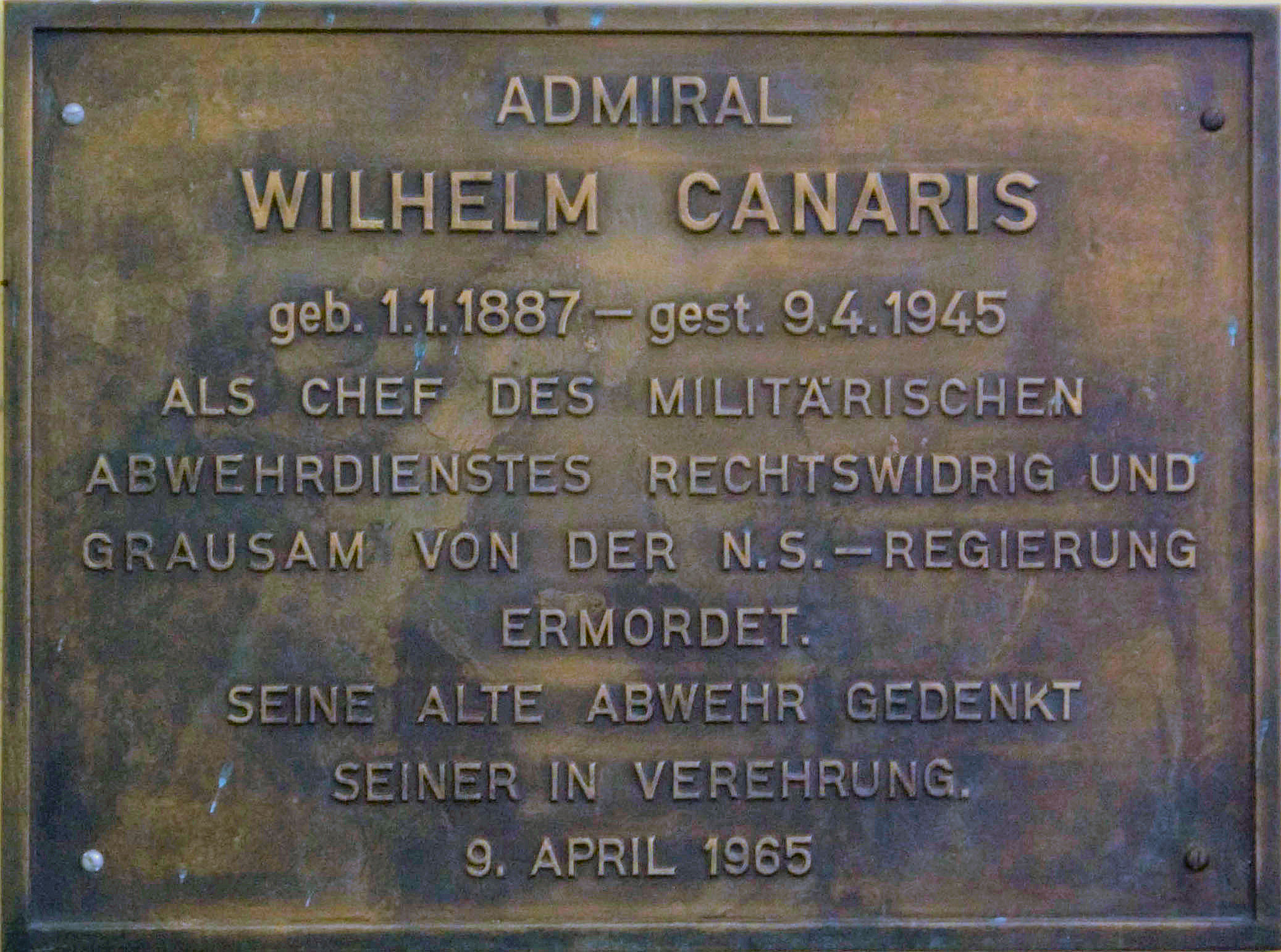
Placa en recuerdo de Canaris

Después del fracasado atentado contra Hitler del 20 de julio de 1944 por parte del grupo de Claus von Stauffenberg, Canaris fue detenido personalmente por Walter Schellenberg, de las SS, y puesto bajo arresto en su propia casa.
Su enemigo, Heinrich Himmler, descubrió que Canaris había conspirado varias veces contra Adolf Hitler y persuadió al Führer de ejecutar a Canaris, quien fue llevado al campo de concentración de Flossenbürg. Allí, fue humillado por los guardias de la SS.
En un tribunal militar, un jurado de las SS presidido por Otto Thorbeck lo condenó a muerte junto al general Hans Oster, el general Karl Sack, Ludwig Gehre y el pastor Dietrich Bonhoeffer.
El 9 de abril de 1945, Canaris fue ejecutado en la horca, en el campo de concentración de Flossenbürg, por guardias de las SS. Su cuerpo fue incinerado.
Sus subalternos Erwin Lahousen y Hans Bernd Gisevius sobrevivieron a la guerra y testificaron en el Juicio de Núremberg sobre la oposición de Canaris contra Hitler. Lahousen informó sobre una conversación entre Canaris y el general Wilhelm Keitel donde lo advertía de que el Ejército alemán era responsable de las atrocidades en Polonia, a lo que Keitel respondió que eran órdenes de Hitler. Keitel, uno de los firmantes de la rendición incondicional de Alemania, fue condenado a morir en la horca en Núremberg.

## Libros y películas
Protagoniza o aparece en:
- Canaris (1954)
- The Heights of Zervos, novela de 1970 de Colin Forbes.
- The Eagle Has Landed, (1976)  Canaris fue interpretado por Anthony Quayle.
- The Odessa File, de Frederick Forsyth
- Ciao napolitano!, novela de 1991 de Juan Grompone
- The sands of Sakkara, novela de 1999 de Glenn Meade
- Sabotaje, novela de 2018 de Arturo Pérez-Reverte
- Axis, entre la suástica y la corona, novela de 1981 de Clive Irving